# Magyar nyelven megjelent szerepjátékok listája
A magyar nyelven nyomtatásban megjelent asztali szerepjátékok.
| Szerepjáték                                                              | Kiadás                           | Műfaj                    | Eredeti nyelve | Fejlesztő | Kiadó                       | Kiadás éve | Magyar kiadó                     | Magyar nyelvű kiadás éve | Használt kockák oldalszáma                                  |
| ------------------------------------------------------------------------ | -------------------------------- | ------------------------ | -------------- | --- | --------------------------- | ---------- | -------------------------------- | ------------------------ | ----------------------------------------------------------- |
| Harc és Varázslat                                                        |                                  | fantasy                  | magyar         | Galgóczi Tamás, László Péter | Sportorg Kft.               | 1991       | Sportorg Kft.                    | 1991                     | 100                                                         |
| M.A.G.U.S.                                                               | KKUK                             | fantasy                  | magyar         | Novák Csanád, Nyulászi Zsolt | Valhalla Páholy             | 1993       | Valhalla Páholy                  | 1993                     | 4, 6, 8, 10, 100                                            |
| Középfölde Szerepjáték (Middle-Earth Roleplaying Game)                   | 2E                               | fantasy                  | angol          | Coleman Charlton | Iron Crown Enterprises      | 1993       | Odin                             | 1994                     | 10 (Rolemaster)                                             |
| Star Wars (Star Wars)                                                    | 2E                               | sci-fi                   | angol          | Greg Costikyan, Greg Gorden, Bill Slavicsek, Bill Smith                                                                                 | West End Games              | 1992       | Valhalla Páholy                  | 1994                     | 6                                                           |
| Armageddon 2092 – Mars                                                   |                                  | sci-fi                   | magyar         | Szigeti Sándor | Bíborhold Budapest          | 1995       | Bíborhold Budapest               | 1995                     | 6                                                           |
| Auvron                                                                   |                                  | fantasy                  | magyar         | Somlói Ferenc, Kovács Olivér | Impressum                   | 1995       | Impressum                        | 1995                     | 4, 6, 8, 10, 20                                             |
| Shadowrun (Shadowrun)                                                    | 2E                               | cyberpunk/fantasy        | angol          | Bob Charrette, Paul Hume, Tom Dowd | FASA                        | 1992       | Beholder                         | 1995                     | 6                                                           |
| Gallia                                                                   |                                  | paródia                  | magyar         | Somlói Ferenc | Future Line                 | 1995       | Future Line                      | 1995                     | 6                                                           |
| Codex                                                                    |                                  | fantasy                  | magyar         | Nyulászi Zsolt | Impérium Bt.                | 1996       | Impérium Bt.                     | 1996                     | 10                                                          |
| M.A.G.U.S.                                                               | ETK                              | fantasy                  | magyar         | Novák Csanád, Nyulászi Zsolt, Borbás István, Gáspár Péter, Kornya Zsolt, Dacher Richárd, Kovács Adrián                                  | Valhalla Páholy             | 1997       | Valhalla Páholy                  | 1997                     | 4, 6, 8, 10, 100                                            |
| Ars Magica (Ars Magica)                                                  | 3E                               | középkori fantasy        | angol          | Ken Cliffe, Jonathan Tweet, Mark Rein-Hagen                                                                                             | Atlas Games                 | 1992       | Benefícium                       | 1998                     | 10                                                          |
| Cthulhu hívása (Call of Cthulhu)                                         | 5E                               | horror                   | angol          | Sandy Petersen, Lynn Willis | Chaosium                    | 1986       | Benefícium                       | 1998                     | 10                                                          |
| Cyberpunk 2020 (Cyberpunk 2020)                                          | 2020                             | cyberpunk                | angol          | Mike Pondsmith | R. Talsorian Games          | 1990       | Impérium Bt.                     | 1998                     | 6, 10                                                       |
| M.A.G.U.S.                                                               | ÚT                               | fantasy                  | magyar         | Borbás István, Gáspár Péter, Kornya Zsolt, Novák Csanád                                                                                 | Valhalla Páholy             | 1999       | Valhalla Páholy                  | 1999                     | 4, 6, 8, 10, 100                                            |
| Vampire: the Masquerade (Vampire: the Masquerade)                        | Revised                          | horror                   | angol          | Mark Rein-Hagen, Graeme Davis, Tom Dowd, Lisa Stevens, Stewart Wieck                                                                    | White Wolf                  | 1998       | Benefícium                       | 1999                     | 10                                                          |
| Requiem                                                                  |                                  | fantasy                  | magyar         | Nyulászi Zsolt, Farkas Tamás, Pozsonyi Zoltán, Eörsi István                                                                             | Benefícium                  | 2000       | Benefícium                       | 2000                     | 6, 10                                                       |
| Dungeons & Dragons (Dungeons & Dragons)                                  | 3E                               | fantasy                  | angol          | Gary Gygax, Dave Arneson, Monte Cook, Jonathan Tweet, Skip Williams                                                                     | Wizards of the Coast        | 2000       | Delta Vision                     | 2001                     | 4, 6, 8, 10, 12, 20 (3E SRD)                                |
| Káosz                                                                    |                                  | fantasy                  | magyar         | Bihon Tibor, Hüse Lajos, Nemes István                                                                                                   | Cherubion                   | 2001       | Cherubion                        | 2001                     | 6, 10                                                       |
| A Gyűrűk Ura szerepjáték (The Lord of the Rings Roleplaying Game)        |                                  | fantasy                  | angol          | Matt Forbeck, Steven S. Long, Christian Moore                                                                                           | Decipher                    | 2002       | Delta Vision                     | 2002                     | 6 (CODA)                                                    |
| Shadowrun (Shadowrun)                                                    | 3E                               | cyberpunk/fantasy        | angol          | Michael Mulhivill, Robert Boyle | FASA                        | 1998       | Beholder                         | 2002                     | 6                                                           |
| 7 Tenger (7th Sea)                                                       |                                  | swashbuckler fantasy     | angol          | Jennifer Wick, John Wick | Alderac Entertainment Group | 1999       | Delta Vision                     | 2003                     | 10 vagy 20                                                  |
| M.A.G.U.S.                                                               | AK                               | fantasy                  | magyar         | Csobay Dávid, Durgonics Tibor, Hefijas Péter István (SAS), Koren István (Selion), Kurucz Attila                                         | Inomi                       | 2004       | Inomi                            | 2004                     | 4, 6, 8, 10, 12, 20                                         |
| Középkor: Vámpír (Dark Ages: Vampire)                                    |                                  | horror                   | angol          | Jennifer Hartshorn, Ethan Skemp, Mark Rein-Hagen, Kevin Hassall                                                                         | White Wolf                  | 2002       | Delta Vision                     | 2004                     | 10                                                          |
| Coyote                                                                   |                                  | western                  | magyar         | Király Tibor | Delta Vision                | 2005       | Delta Vision                     | 2005                     | 6                                                           |
| M.A.G.U.S.                                                               | ÚTK                              | fantasy                  | magyar         | Bayer Tibor, Kriston Dávid | Tuan Kiadó Kft.             | 2007       | Tuan Kiadó Kft.                  | 2007                     | 4, 6, 8, 10, 100                                            |
| Nemundir                                                                 |                                  | fantasy                  | magyar         | Tóth Lambert | Delonaran                   | 2007       | Delonaran                        | 2007                     | 6, 10, 20                                                   |
| Vámpír: A maszkabál (Vampire: the Masquerade)                            | Revised                          | horror                   | angol          | Mark Rein-Hagen, Graeme Davis, Tom Dowd, Lisa Stevens, Stewart Wieck                                                                    | White Wolf                  | 1998       | Delta Vision                     | 2010                     | 10                                                          |
| Koleria                                                                  |                                  | fantasy                  | magyar         | Hetényi Soma | Hetényi Soma                | 2011       | Hetényi Soma                     | 2011                     | 4, 6, 8, 10, 12, 20                                         |
| Helvéczia                                                                | 1E                               | pikareszk                | magyar         | Lux Gábor | E.M.D.T.                    | 2013       | E.M.D.T.                         | 2013                     | 4, 6, 8, 10, 12, 20 (magyar kártya, Biblia) (Kard és Mágia) |
| FIX                                                                      |                                  | fantasy                  | magyar         | Alpek B. Levente | AZI TOP                     | 2013       | AZI TOP                          | 2013                     | 4, 6, 10, 12, 20                                            |
| Kék Bolygó (Blue Planet)                                                 | V2                               | sci-fi, western          | angol          | Jeffrey Barber | Biohazard Games             | 2000       | Kalandhorizont Könyvek           | 2018                     | 10 (Synergy)                                                |
| Cthulhu nyomában (Trail of Cthulhu)                                      |                                  | horror                   | angol          | Kenneth Hite | Pelgrane Press              | 2009       | Kalandhorizont Könyvek           | 2019                     | 6 (Gumshoe)                                                 |
| Patkányok a falban (Rats in the Wall)                                    |                                  | horror                   | angol          | Kobayashi | magánkiadás                 | 2018       | Kalandhorizont Könyvek           | 2019                     | 6                                                           |
| Vörös ködök (Red Mists)                                                  |                                  | fantasy                  | angol          | Bill Edmunds | magánkiadás                 | 2016       | Kalandhorizont Könyvek           | 2019                     | 6                                                           |
| Kések az éjben (Blades in the Dark)                                      |                                  | fantasy                  | angol          | John Harper | Evil Hat Productions        | 2017       | Kalandhorizont Könyvek           | 2019                     | 6 (Forged in the Dark)                                      |
| Rettenet (Dread)                                                         |                                  | horror                   | angol          | Epidiah Ravachol, Nathaniel Barmore | The Impossible Dream        | 2005       | Kalandhorizont Könyvek           | 2019                     |                                                             |
| Dungeons & Dragons Kezdőkészlet (Dungeons & Dragons)                     | 5E                               | fantasy                  | angol          | Jeremy Crawford, James Wyatt, Robert J. Schwalb, Bruce R. Cordell                                                                       | Wizards of the Coast        | 2014       | Tuan Kiadó Kft.                  | 2020                     | 4, 6, 8, 10, 12, 20 (5E SRD)                                |
| Kard és Mágia                                                            | 1E                               | fantasy                  | magyar         | Lux Gábor | E.M.D.T.                    | 2008       | E.M.D.T.                         | 2020                     | 4, 6, 8, 10, 12, 20 (Kard és Mágia)                         |
| RuneQuest - Szerepjáték Gloranthán (RuneQuest: Roleplaying in Glorantha) | Glorantha                        | fantasy                  | angol          | Greg Stafford, Steve Perrin, Jeff Richard, Jason Durall                                                                                 | Chaosium                    | 2018       | Kalandhorizont Könyvek           | 2020                     | 4, 6, 8, 10, 12, 20, 100 (BRP)                              |
| Kazamaták és Kompániák                                                   | 2E                               | fantasy, OSR             | magyar         | Boldog-Bernád István, Gebei Sándor | E.M.D.T.                    | 2020       | E.M.D.T.                         | 2020                     | 4, 6, 8, 10, 12, 20 (B/X)                                   |
| Gallia MMXX                                                              | MMXX                             | paródia                  | magyar         | Somlói Ferenc, ifj. Somlói Ferenc | Rollins Kft.                | 2021       | Rollins Kft.                     | 2021                     | 6                                                           |
| Against the Darkmaster (Against the Darkmaster)                          |                                  | fantasy                  | angol          | Massimiliano Caracristi et. al. | Open Ended Games            | 2021       | Kalandhorizont Könyvek           | 2021                     | 10                                                          |
| Pengék Szövetsége (Band of Blades)                                       |                                  | fantasy                  | angol          | John Leboeuf-Little, Stras Acimovic | Evil Hat Productions        | 2019       | Kalandhorizont Könyvek           | 2021                     | 6 (Forged in the Dark)                                      |
| Feltört Bolygó (Hack the Planet)                                         |                                  | cyberpunk                | angol          | Fraser Simons, Melody Watson, Andrew Gillis, Kira Magrann, Ash McAllan, Kate Bullock                                                    | Samjoko Publishing          | 2019       | Kalandhorizont Könyvek           | 2021                     | 6 (Forged in the Dark)                                      |
| D6 Dungeons                                                              |                                  | fantasy                  | angol          | Nathan Knaack | magánkiadás                 | 2018       | Kapos Bálint                     | 2021                     | 6                                                           |
| Cyberpunk RED Indítókészlet (Cyberpunk RED Jumpstart Kit)                | RED                              | cyberpunk                | angol          | Mike Pondsmith, James Hutt, Cody Pondsmith, Jay Parker, J Gray, David Ackerman, Jaye Kovach                                             | R. Talsorian Games          | 2019       | Tuan Kiadó Kft.                  | 2022                     | 6, 10                                                       |
| Apocthulhu (Apocthulhu)                                                  |                                  | horror                   | angol          | Dean Engelhardt, Jo Kreil, Kevin Ross, Jeff Moeller, Chad Bowser, Dave Sokolowski, Christopher Smith Adair, Fred Behrendt, Emily O’Neil | Cthulhu Reborn              | 2020       | Kalandhorizont Könyvek           | 2022                     | 4, 6, 8, 10, 12, 20                                         |
| Castle Falkenstein (Castle Falkenstein)                                  |                                  | steampunk, fantasy       | angol          | Mike Pondsmith | R. Talsorian Games          | 1994       | Tuan Kiadó Kft. (Az AVU Emberei) | 2022                     | (Francia kártya)                                            |
| Merő Anarchia (Mere Anarchy)                                             |                                  | fantasy                  | angol          | Dirk Stanley | Dirk Stanley                | 2021       | Rollins Kft.                     | 2022                     | 6                                                           |
| Ködváros (City of Mist)                                                  |                                  | urban fantasy, neo-noir  | angol          | Amít Moshe, Eran Aviram, Christopher Gunning, Bri, Noble A. DraKoln Yaniv Rozenblat                                                     | Son of Oak Game Studio      | 2017       | Kalandhorizont Könyvek           | 2022                     | 6                                                           |
| Basic and Generic (Basic and Generic)                                    |                                  | független                | angol          | Josiah Mork | Josiah Mork                 | 2021       | Rollins Kft.                     | 2022                     | 4, 6, 8, 10, 12, 20                                         |
| Helvéczia                                                                | 2E                               | pikareszk                | magyar         | Lux Gábor | E.M.D.T.                    | 2022       | E.M.D.T.                         | 2022                     | 4, 6, 8, 10, 12, 20 (magyar kártya, Biblia) (Kard és Mágia) |
| Fantasy AGE (Fantasy AGE)                                                | 1E                               | fantasy                  | angol          | Chris Pramas, Joseph Carriker, Seth Johnson, Steve Kenson, Jon Leitheusser, Jack Norris, Owen K.C. Stephens                             | Green Ronin                 | 2015       | Delta Vision                     | 2022                     | 6                                                           |
| Csillagrév (Starport)                                                    |                                  | független                | angol          | Kevin Ferrone | Wider Path Games            | 2019       | Delta Vision                     | 2022                     | 20                                                          |
| Root: Egy erdővidéki kalandjáték (Root: A Game of Woodland Adventure)    |                                  | fantasy                  | angol          | Brendan Conway, Mark Diaz Truman | Magpie Games                | 2021       | Delta Vision                     | 2023                     | 6                                                           |
| Baljós Visszhang (Uncanny Echo)                                          |                                  | supernatural urban       | angol          | Fraser Simons | Samjoko Publishing          | 2019       | Kalandhorizont Könyvek           | 2023                     | 6 (Powered by the Apocalypse)                               |
| Savage Worlds: Veszett Világok (Savage Worlds)                           | Kalandkiadás (Adventure Edition) | független                | angol          | Shane Lacy Hensley | Pinnacle Entertainment      | 2018       | Delta Vision                     | 2023                     | 4, 6, 8, 10, 12                                             |
| Cyberpunk RED (Cyberpunk RED)                                            | RED                              | cyberpunk                | angol          | Mike Pondsmith, James Hutt, Cody Pondsmith, Jay Parker, J Gray, David Ackerman, Jaye Kovach                                             | R. Talsorian Games          | 2020       | Tuan Kiadó Kft.                  | 2023                     | 6, 10                                                       |
| Egyszercsak                                                              |                                  | független                | magyar         | Bócsi Béla | magánkiadás                 | 2023       | magánkiadás                      | 2023                     | 6                                                           |
| Paleomythic (Paleomythic)                                                |                                  | fantasy, stone & sorcery | angol          | Graham Rose | Osprey Publishing           | 2019       | Delta Vision                     | 2023                     | 6                                                           |
| A kazamatáért! (For the dungeon!)                                        |                                  | fantasy                  | angol          | Jordan Alexander Palmer | magánkiadás                 | 2019       | Rollins Kft.                     | 2023                     | 6                                                           |
| Kard és Mágia                                                            | 2E                               | fantasy                  | magyar         | Lux Gábor | E.M.D.T.                    | 2023       | E.M.D.T.                         | 2023                     | 4, 6, 8, 10, 12, 20 (Kard és Mágia)                         |
| A Démonúr Árnyéka (Shadow of the Demon Lord)                             |                                  | fantasy                  | angol          | Robert J. Schwalb | Schwalb Entertainment       | 2015       | Kalandhorizont Könyvek           | 2023                     | 4, 6, 8, 10, 12, 20                                         |
| Vámpír: A maszkabál (Vampire: the Masquerade)                            | 5E                               | horror                   | angol          | Kenneth Hite, Mark Rein-Hagen, Matthew Dawkins, Juhanna Peterson, Martin Ericsson, Karim Muammar                                        | Renegade Game Studios       | 2018       | Delta Vision                     | 2023                     | 10                                                          |
| Szerepjáték                                                              | Kiadás                           | Műfaj                    | Eredeti nyelve | Fejlesztő | Kiadó                       | Kiadás éve | Magyar kiadó                     | Magyar nyelvű kiadás éve | Használt kockák oldalszáma                                  |